# Stade Mika
 (janvier 2012).
Si vous disposez d'ouvrages ou d'articles de référence ou si vous connaissez des sites web de qualité traitant du thème abordé ici, merci de compléter l'article en donnant les références utiles à sa vérifiabilité et en les liant à la section « Notes et références ».
Le stade Mika est un stade multi-usage à Erevan, en Arménie. Il fut construit en 2006.
Ce stade, d'une capacité de 8 000 places, est principalement utilisé pour des matchs de football et a été le siège du club erevanais du Mika FC.